# Euptychiina
Sous-tribu
Les Euptychiina sont une sous-tribu de lépidoptères (papillons) de la famille des Nymphalidae, de la sous-famille des Satyrinae et de la tribu des Satyrini. Très diversifiée, elle regroupe environ 400 espèces décrites, principalement originaires d'Amérique du Sud et d'Amérique centrale, avec aussi quelques espèces en Amérique du Nord et une en Asie orientale.

## Historique
Cette sous-tribu a été décrite par l'entomologiste finlandais Enzio Reuter (en) en 1896.

## Liste des genres
Liste selon le site « nymphalidae.net » :
- Amiga Nakahara, Willmott & Espeland, 2019
- Amphidecta A. Butler, 1867
- Archeuptychia Forster, 1964
- Atlanteuptychia Freitas, Barbosa & Mielke, 2013
- Caeruleuptychia Forster, 1964
- Capronnieria Forster, 1964
- Carminda Ebert & Dias, 1998
- Cepheuptychia Forster, 1964
- Chloreuptychia Forster, 1964
- Cissia E. Doubleday, 1848
- Cyllopsis R. Felder, 1869
- Erichthodes Forster, 1964
- Euptychia Hübner, 1818
- Euptychoides Forster, 1964
- Forsterinaria R. Gray, 1973
- Godartiana Forster, 1964
- Graphita Nakahara, Marín & Barbosa, 2016
- Harjesia Forster, 1964
- Hermeuptychia Forster, 1964
- Huberonympha Viloria & Costa, 2016
- Inbio Nakahara & Espeland, 2015
- Magneuptychia Forster, 1964
- Megeuptychia Forster, 1964
- Megisto Hübner, 1819
- Moneuptychia Forster, 1964
- Neonympha Hübner, 1818
- Nhambikuara Freitas, Barbosa & Zacca, 2018
- Orotaygetis Nakahara & Zacca, 2018
- Palaeonympha Butler, 1871
- Paramacera Butler, 1868
- Parataygetis Forster, 1964
- Pareuptychia Forster, 1964
- Paryphthimoides Forster, 1964
- Pharneuptychia Forster, 1964
- Pindis R. Felder, 1869
- Posttaygetis Forster, 1964
- Prenda Freitas & Mielke, 2011
- Pseudeuptychia Forster, 1964
- Pseudodebis Forster, 1964
- Rareuptychia Forster, 1964
- Satyrotaygetis Forster, 1964
- Sepona Freitas & Barbosa, 2015
- Splendeuptychia Forster, 1964
- Stegosatyrus Zacca, Mielke & Pyrcz, 2013
- Stevenaria Viloria, Costa, Neild & Nakahara, 2016
- Taydebis Freitas, 2003
- Taygetina Forster, 1964
- Taygetis Hübner, [1819]
- Yphthimoides Forster, 1964
- Zischkaia Forster, 1964

Certaines sources citent d'autres genres, notamment : 
- Coeruleotaygetis Forster, 1964 — inclus ci-dessus dans Taygetina
- Taygetomorpha Miller, 2004 — inclus ci-dessus dans Pseudodebis

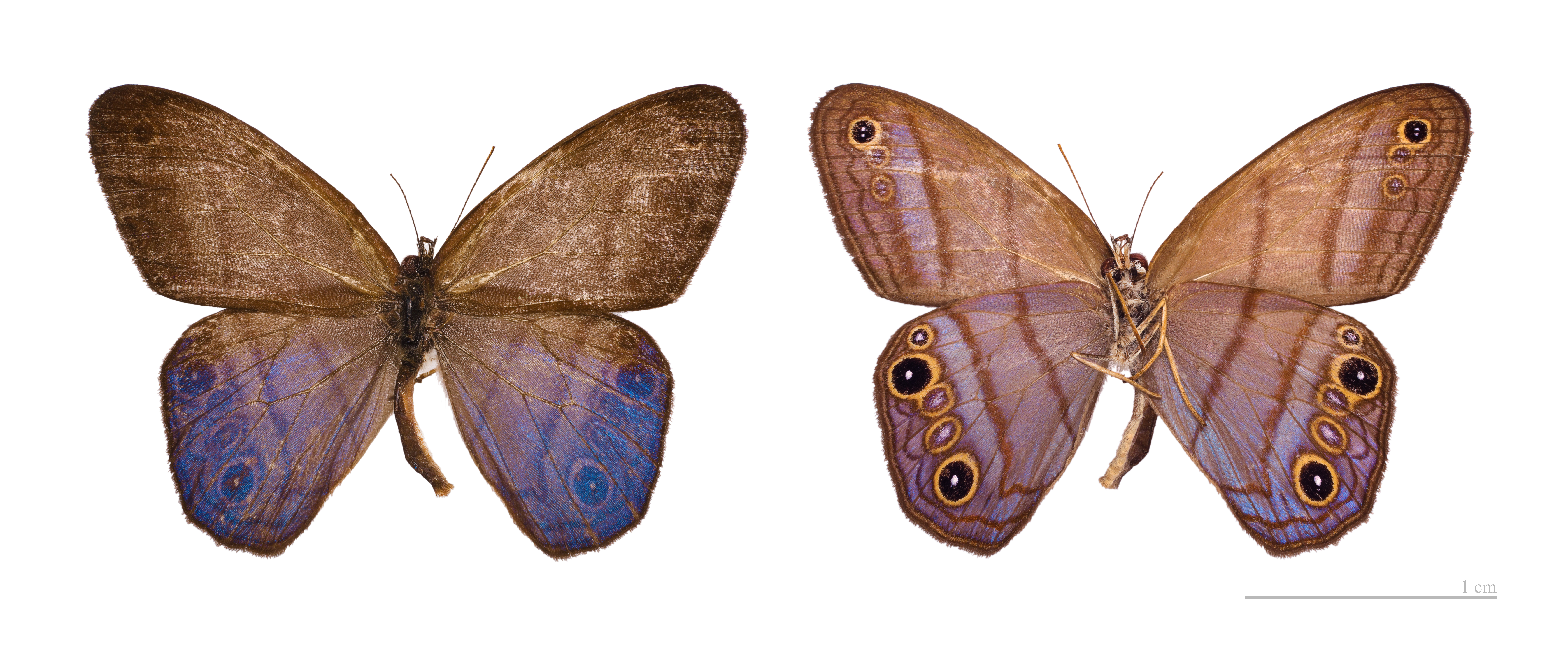
Amiga arnaca - MHNT
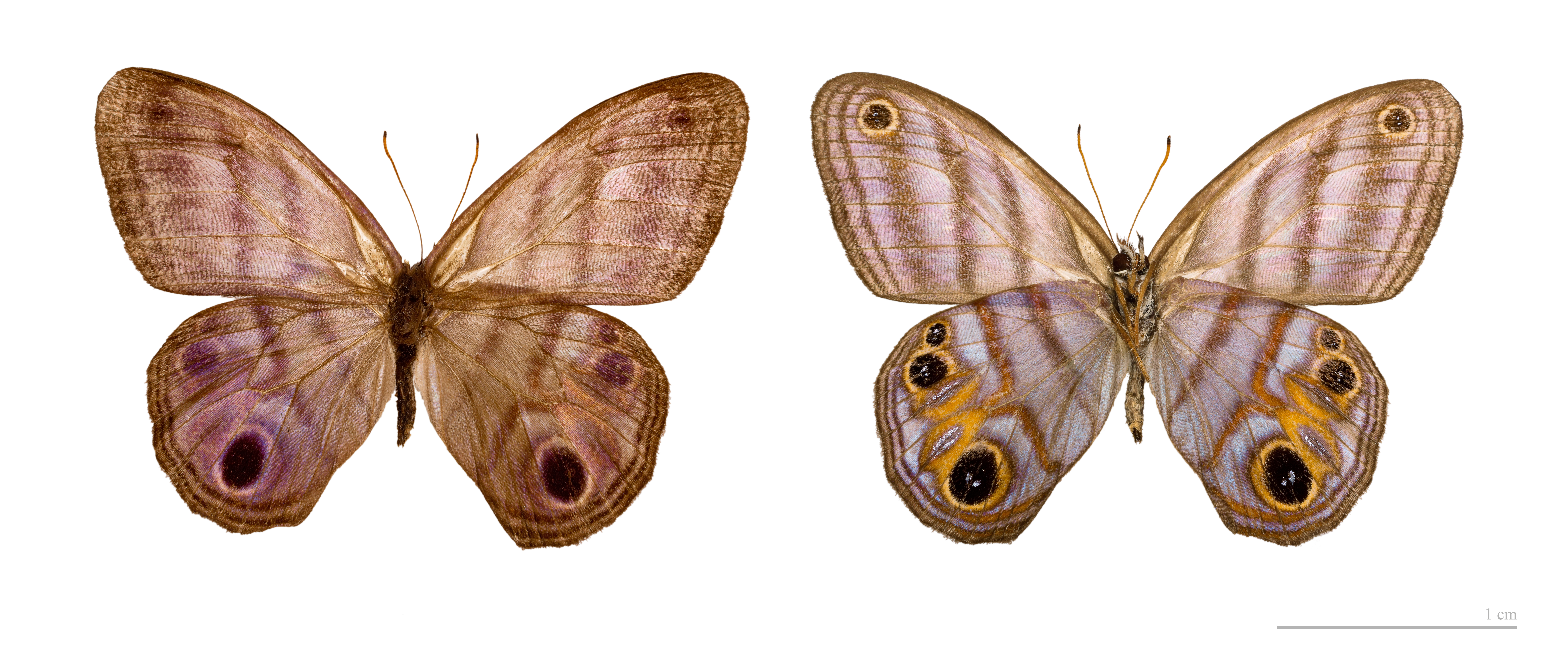
Chloreuptychia herseis - MHNT
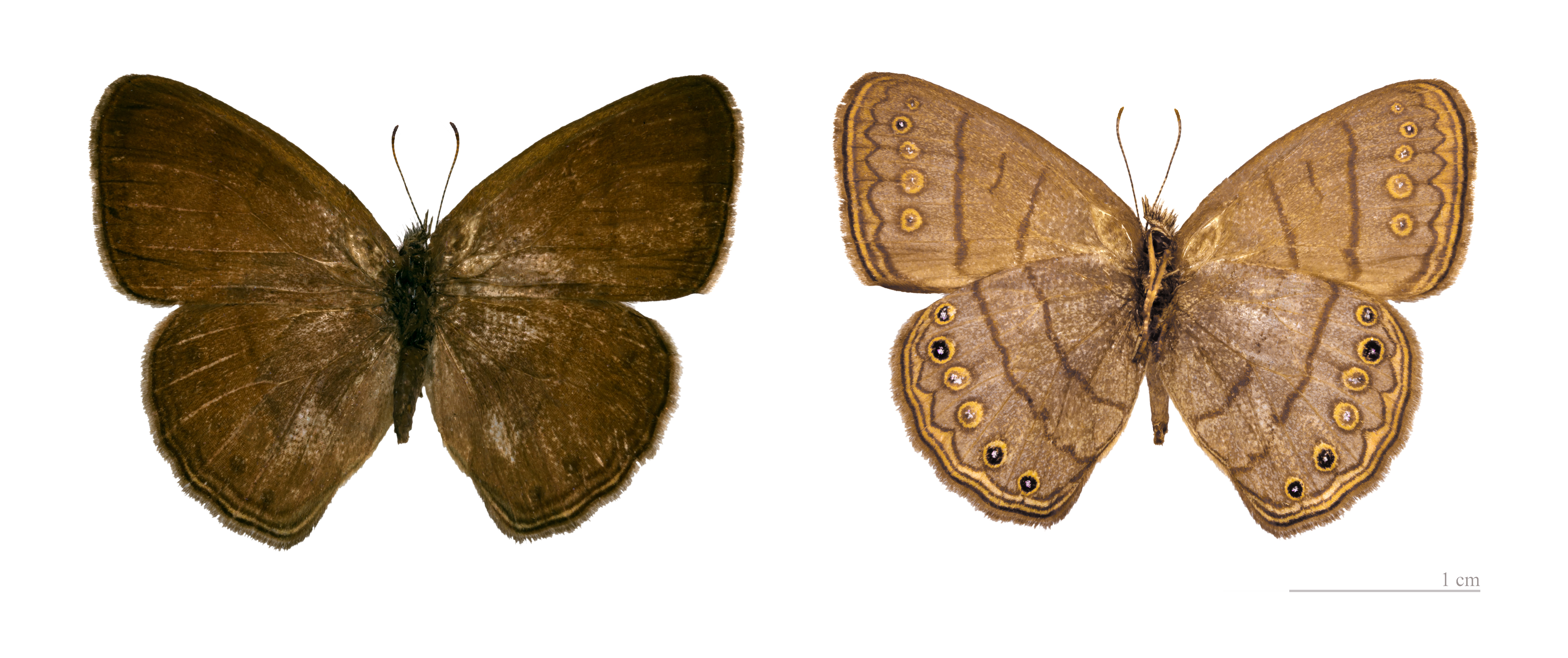
Hermeuptychia hermes - MHNT
Magneuptychia harpyia - MHNT
Pareuptychia hesionides - MHNT
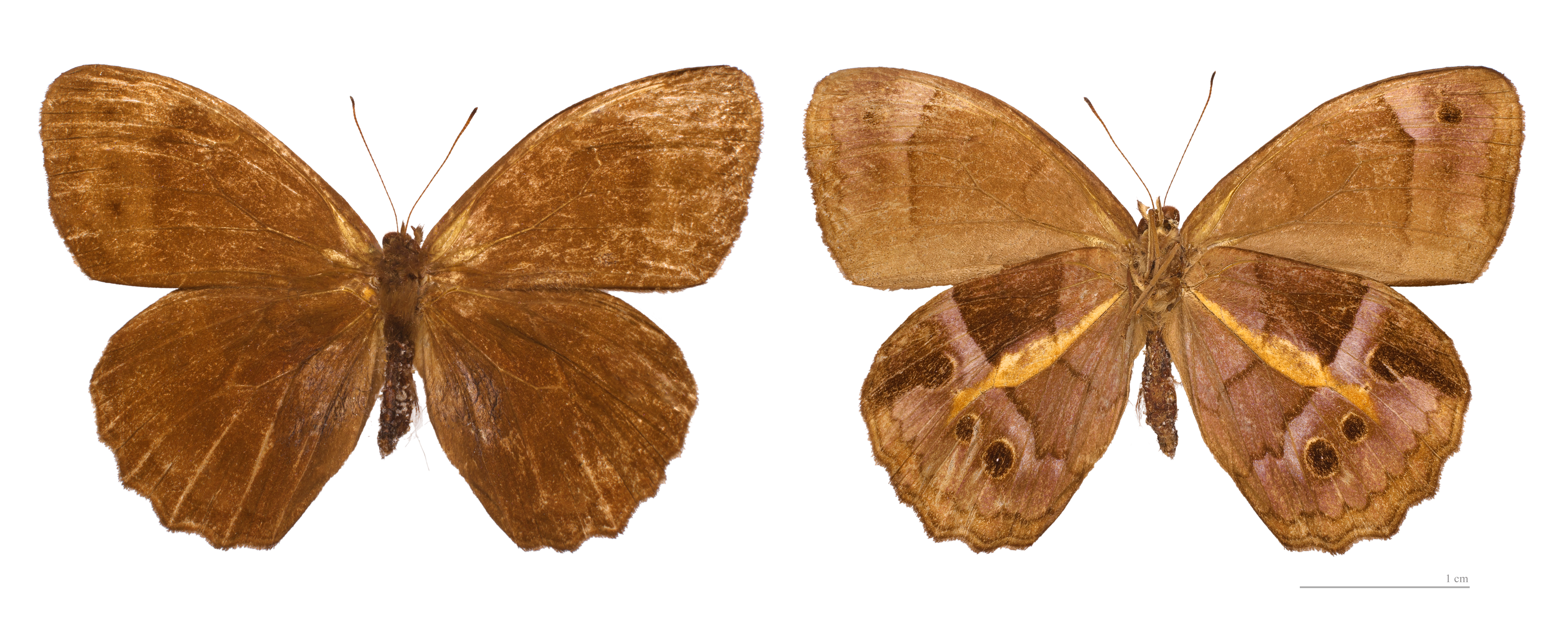
Posttaygetis penelea - MHNT
Pseudodebis valentina - MHNT
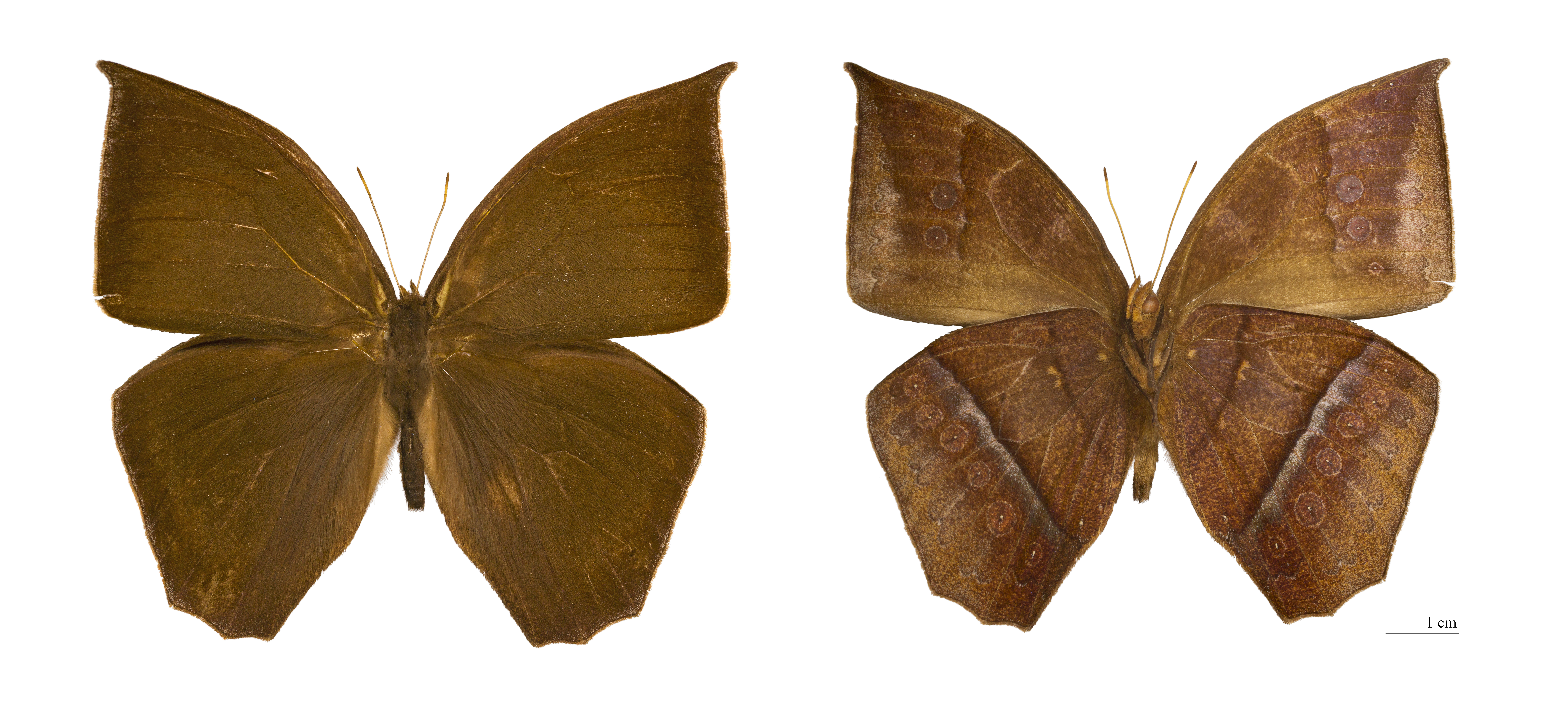
Taygetis mermeria - MHNT